# Abol Fath Khan
Abol Fath Khan Zand (1755 – Shiraz, 1779) è stato il terzo Scià della Dinastia Zand di Persia, che regnò dal 6 marzo 1779 al 22 agosto 1779.
Dopo la morte di Karim Khan nel 1779, Zaki Khan, il suo fratellasto, dichiarò Muhammad Ali Khan, secondo figlio di Karim Khan e quindi suo nipote come secondo regnante della dinastia Zand, ma poco dopo, unì al trono anche Abol Fath, figlio più anziano di Karim. Diversamente dal padre, Abol Fath era pigro e debole, e non condivideva l'acutezza e il coraggio del padre, caratteristiche invece appartenenti al suo potente zio, Zaki Khan, la cui corruzione e malizia politica erano note a tutti. Infatti i consigli dati da Zaki Khan al nipote, portarono all'anarchia nei territori persiani per più di vent'anni.
Sempre dopo la morte di Karim Khan Zand, Agha Muhammad Khan che era in ostaggio, nel tentativo di prevenire una guerra tra le tribù dei Qajar, provenienti dalla Persia settentrionale, e la Dinastia Zand, evase subito raggiungendo il Mazandaran. Susseguentemente prese il comando della sua tribù ad Astrabad, dichiarando l'indipendenza dallo Scià di Persia. Così, Zaki Khan inviò l'esercito persiano, sotto il comando di suo nipote, Ali Murad Khan, contro il signore dei Qajar.
Nel mentre, il 19 giugno 1779 Abol Fath diventò l'unico sovrano della Persia dopo l'improvvisa morte del fratello, Mohammad Ali Khan. Da lì a poco venne a sapere che il comandante del suo esercito, Ali Murad Khan si era ribellato e aveva conquistato la città di Esfahan. Inoltre Zaki Khan aveva imposto alte tasse ai proprietari terrieri e torturato e messo a morte chiunque si fosse rifiutato di pagare. Per questo la popolazione di Esfahan si ribellò, e uccise Zaki Khan. Il 22 agosto 1779 Abol Fath Khan morì per un attacco di cuore, permettendo così a Sadiq Khan Zand di prendere il potere.